# NGC 3382
NGC 3382 – prawdopodobnie gwiazda podwójna znajdująca się w gwiazdozbiorze Małego Lwa. Skatalogował ją Lawrence Parsons 5 kwietnia 1874 roku jako obiekt typu „mgławicowego”. Identyfikacja obiektu NGC 3382 nie jest pewna.